# Léo Weilenmann
Léo Weilenmann (Zúric, 29 de setembre de 1922 - Zúric, 6 de gener de 1999) va ser un ciclista suís que fou professional entre 1945 i 1952. Va combinar el ciclisme en pista amb la ruta. El seu germà Gottfried també fou ciclista professional.

## Palmarès
- 1945
  - 1r al Campionat de Zúric
- 1946
  -  Campió de Suïssa en persecució
- 1948
  - 1r al Memorial Max Burgi
  - 1r a Lucerna
- 1948
  - 1r a Ginebra
- 1951
  - 1r a Brugg

### Resultats al Tour de França
- 1947. 52è de la classificació general
- 1951. 60è de la classificació general

### Resultats al Giro d'Itàlia
- 1950. 74è de la classificació general
- 1952. Abandona (1a etapa)